# 74 v. Chr.
Portal Geschichte | Portal Biografien | Aktuelle Ereignisse | Jahreskalender | Tagesartikel

◄ |
2. Jahrhundert v. Chr. |
1. Jahrhundert v. Chr. |
1. Jahrhundert |
►

◄ | 90er v. Chr. | 80er v. Chr. | 70er v. Chr. | 60er v. Chr. |
50er v. Chr. |
►

◄◄ | ◄ | 77 v. Chr. | 76 v. Chr. | 75 v. Chr. | 74 v. Chr. |
73 v. Chr. |
72 v. Chr. |
71 v. Chr. |
► |
►►
Staatsoberhäupter

## Ereignisse
- Bei seinem Tod vermacht der letzte König von Bithynien, Nikomedes IV., sein Reich den Römern.

## Gestorben
- Han Zhaodi, chinesischer Kaiser (* 94 v. Chr.)
- Nikomedes IV., König von Bithynien
- Lucius Octavius, römischer Politiker
- um 74 v. Chr.: Gaius Aurelius Cotta, römischer Politiker (* um 124 v. Chr.)